# توخومیه
توخومیه (به لاتین: Tuchomie) یک منطقهٔ مسکونی در لهستان است که در Gmina Tuchomie واقع شده‌است.

## خصوصیات
توخومیه ۱٬۳۶۵ نفر جمعیت دارد.